# Tomești (gmina w okręgu Hunedoara)
Tomești – gmina w Rumunii, w okręgu Hunedoara. Obejmuje miejscowości Dobroț, Leauț, Livada, Obârșa, Șteia, Tiulești, Tomești i Valea Mare de Criș. W 2011 roku liczyła 1075 mieszkańców.